# Buenavista, Acatepec
Buenavista är en ort i Mexiko.   Den ligger i kommunen Acatepec och delstaten Guerrero, i den södra delen av landet, 240 km söder om huvudstaden Mexico City. Buenavista ligger 1 385 meter över havet och antalet invånare är 261.
Terrängen runt Buenavista är kuperad åt sydost, men åt nordväst är den bergig. Runt Buenavista är det ganska glesbefolkat, med 42 invånare per kvadratkilometer. Närmaste större samhälle är Caxitepec, 6,6 km norr om Buenavista. I omgivningarna runt Buenavista växer huvudsakligen savannskog.